# Zirken
Zirken ist ein Weiler und Ortsteil der Gemeinde Mickhausen im Südwesten des Landkreises Augsburg im Regierungsbezirk Schwaben in Bayern.

## Lage
Zirken liegt in den Stauden.
Die Kreisstraße A 2 führt von Mickhausen über Zirken, Kelchsried, Rielhofen, Konradshofen und Erkhausen nach Scherstetten. Die Kreisstraße A 16 führt über Walkertshofen, Münster, Zirken, Birkach, Klimmach, Leuthau und Königshausen nach Schwabmünchen.

## Geschichte
Bis zur Gebietsreform in Bayern am 1. Juli 1972 gehörte Zirken zur Gemeinde Reinhartshofen (heute Ortsteil von Großaitingen) im Landkreis Schwabmünchen und wurde dann dem Landkreis Augsburg (zunächst mit der Bezeichnung Landkreis Augsburg-West) zugeschlagen. Am 1. Mai 1978 erfolgte die Umgemeindung in die Gemeinde Mickhausen.

## Pfarreizugehörigkeit
Zirken gehört zur katholischen Pfarrei Sankt Wolfgang in Mickhausen.